# Камаган (Юргамиський район)
Камага́н (рос. Камаган) — присілок у складі Юргамиського району Курганської області, Росія. Входить до складу Скоблінської сільської ради.
Населення — 351 особа (2010, 449 у 2002).